# Шейка (Крупський район)
Шейка (біл. вёска Шэйка) — село в складі Крупського району Мінської області, Білорусь. Село підпорядковане Крупській сільській раді, розташоване в східній частині області.